# Kisna (película)
Kisna el poeta guerrero es una película hindú, dirigida por Subhash Ghai.

## Sinopsis
Lady Katherine Williams (Antonia Bernath), una mujer mayor que fue ministra del gobierno británico, viaja a la India para la celebración del día de la República. Allí, hace que la lleven a Devprayag, donde cuenta su historia. Ella nació y pasó su infancia en una casa de campo atendida por sirvientes. Su compañero de juegos es Kisna (Vivek Oberoi), un niño indio, amante de la música, que se ocupaba de los establos. El padre de Katherine, un hombre déspota, odiado por sus sirvientes, ordena que la niña se marche a Inglaterra para educarse, pues no le hace gracia el afecto que ella siente por los indios, en especial por Kisna. En mayo de 1947, Catherine regresa a la India, momento en que en el país está a punto de estallar una revolución por la independencia, retomando su antigua amistad con Kisna, convertido ahora en poeta y profesor. Una noche, la finca de los Becket es atacada por algunos aldeanos, entre ellos el hermano de Kisna. El padre de Katherine es asesinado y la casa se convierte en pasto de las llamas. Ahora Kisna y Katherine deberán de refugiarse y escapar de todos los peligros que les persiguen.